# 紐約客 (文藝書屋)
《紐約客》是香港文藝書屋1974年出版的白先勇短篇小說集，收錄了1964年至1970年白先勇發表的七篇短篇小說，內容都是有關旅居美國的華人遭遇，當中多帶失落感和疏離感。此書封面有「文星叢刊 300」的標示，1974年11月發行初版，1975年發行第2版，1976年發行第3版。

## 出版背景
此書第一版的封面有「文星叢刊 300」的標示，「文星叢刊」本來由台灣文星書店出版，文星書店因政治壓力於1968年4月1日結束，之後旗下版權四散。
2007年，白先勇以臺灣爾雅出版社出版《紐約客》時，並未有提到香港文藝書屋的這個版本。

## 內容
這本《紐約客》小說集，有劉紹銘寫的序言〈「台北人」與「紐約客」〉。
| 作品                                  | 發表年份 | 發表刊物           |
| 「台北人」與「紐約客」（序） — 劉紹銘 |          |                    |
| 《芝加哥之死》                        | 1964年   | 《現代文學》第19期 |
| 《上摩天樓去》                        | 1964年   | 《現代文學》第20期 |
| 《安樂鄉的一日》                      | 1964年   | 《現代文學》第22期 |
| 《火島之行》                          | 1965年   | 《現代文學》第23期 |
| 《謫仙記》                            | 1965年   | 《現代文學》第25期 |
| 《謫仙怨》                            | 1969年   | 《現代文學》第37期 |
| 《冬夜》                              | 1970年   | 《現代文學》第41期 |